# Ecnomus vaharika
Ecnomus vaharika är en nattsländeart som beskrevs av Schmid 1958. Ecnomus vaharika ingår i släktet Ecnomus och familjen trattnattsländor. Inga underarter finns listade i Catalogue of Life.